# 圣玛窦堂 (赫雷斯)

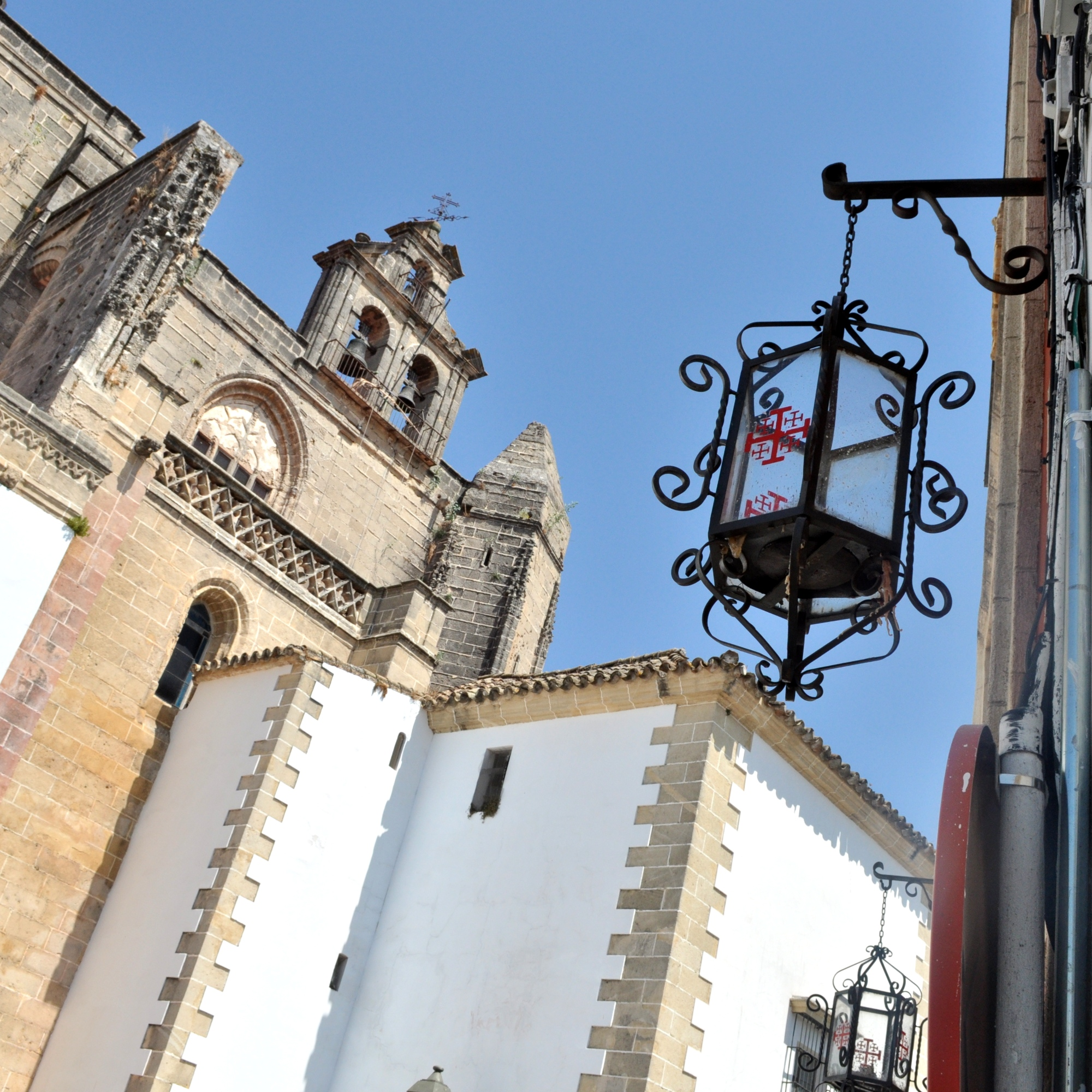

圣玛窦堂（西班牙語：Iglesia de San Mateo）是一座罗马天主教堂区教堂，位于西班牙安达卢西亚赫雷斯-德拉弗龙特拉历史中心的西端。
该堂是收复失地运动以后（1264年）在赫雷斯-德拉弗龙特拉建立的六个堂区之一，哥特式建筑，建于14-15世纪，融合了文艺复兴建筑和巴洛克建筑。

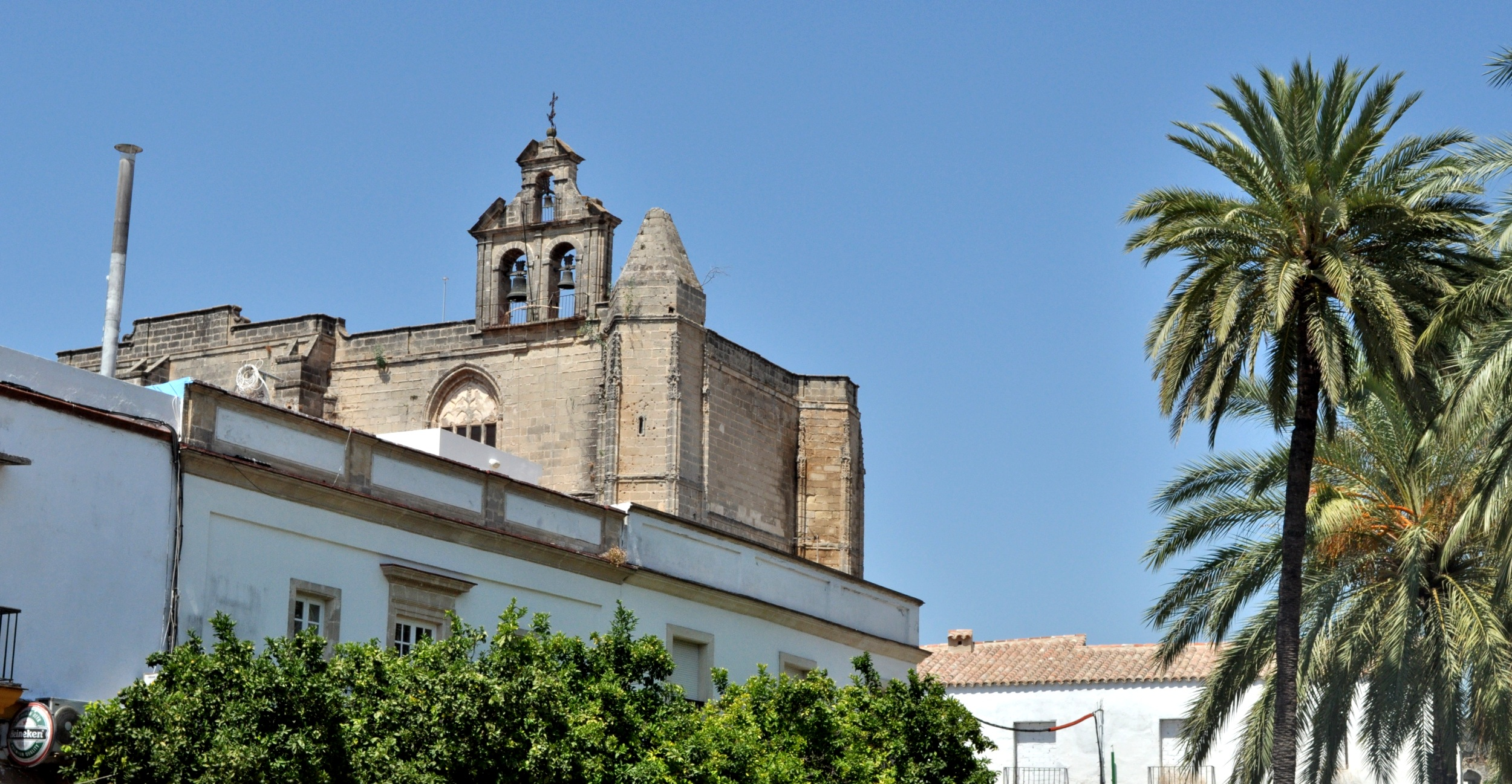

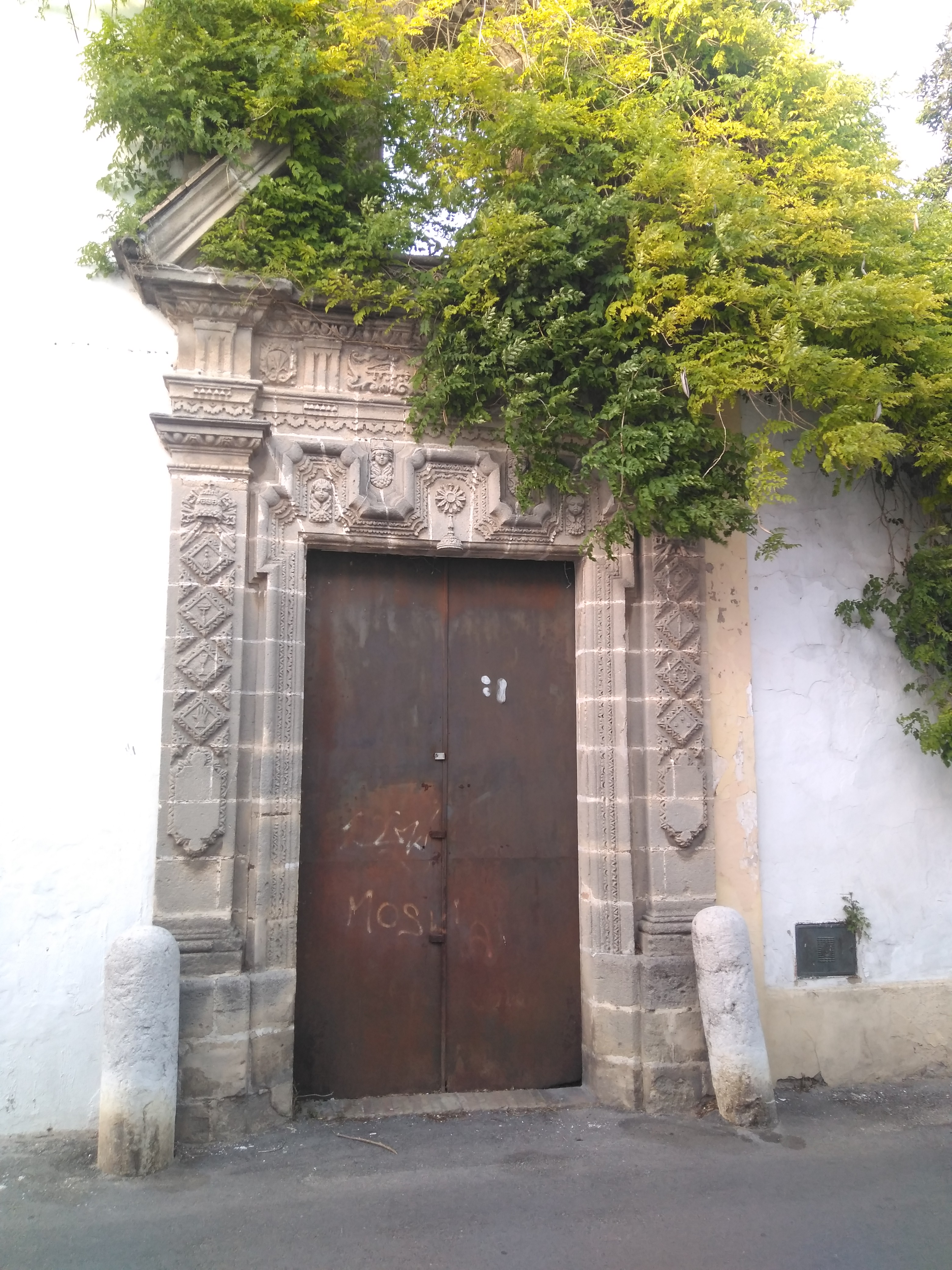

## 现状
21世纪进行修复。
2000年，该堂列为西班牙文化财产。
该堂是犹太善会（Hermandad de los Judíos）的所在地，称为“犹太人的圣玛窦”。距离教堂几米远的一个小堂，设有圣玛尔大善会（Hermandad de Santa Marta）。

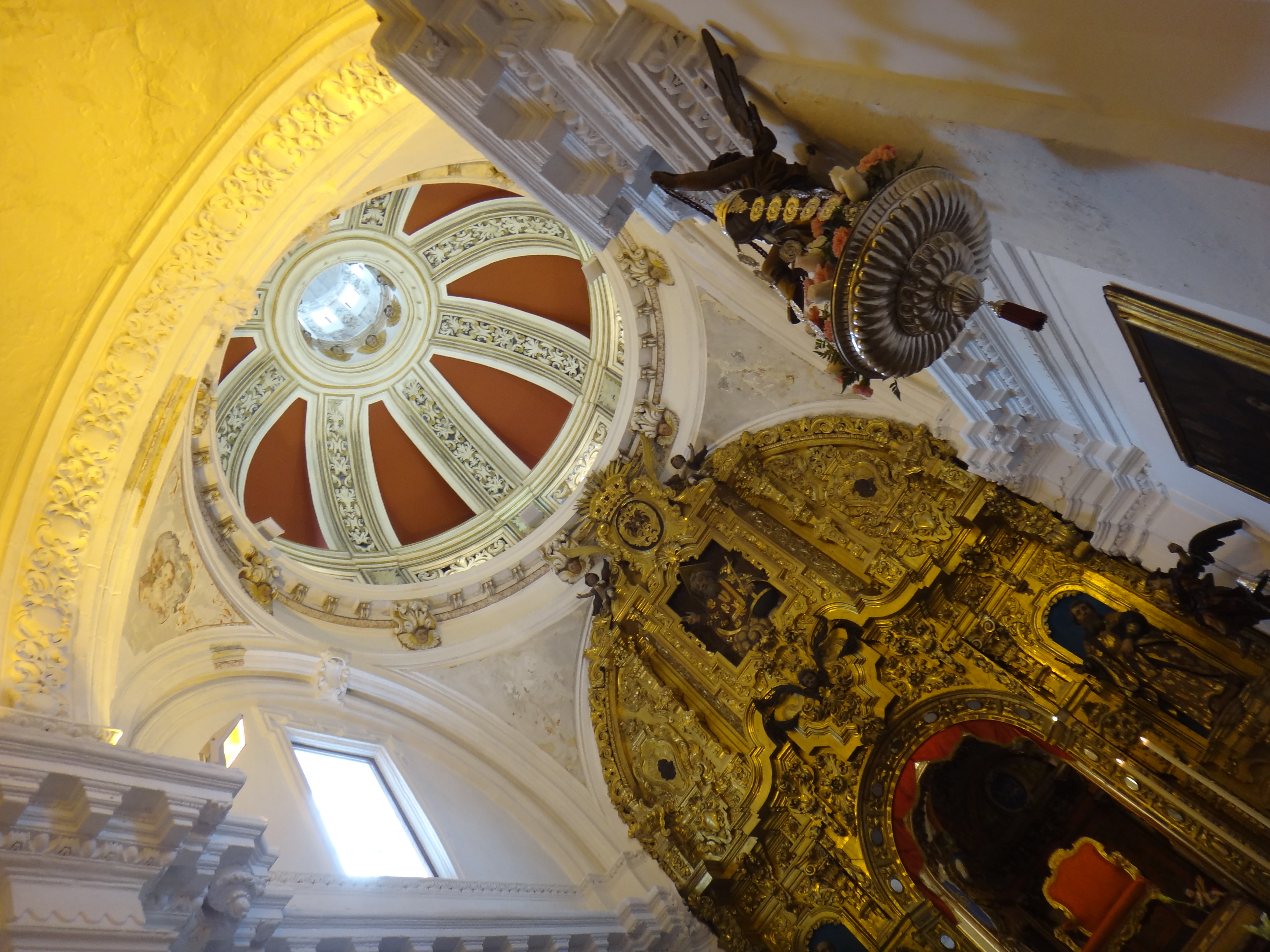
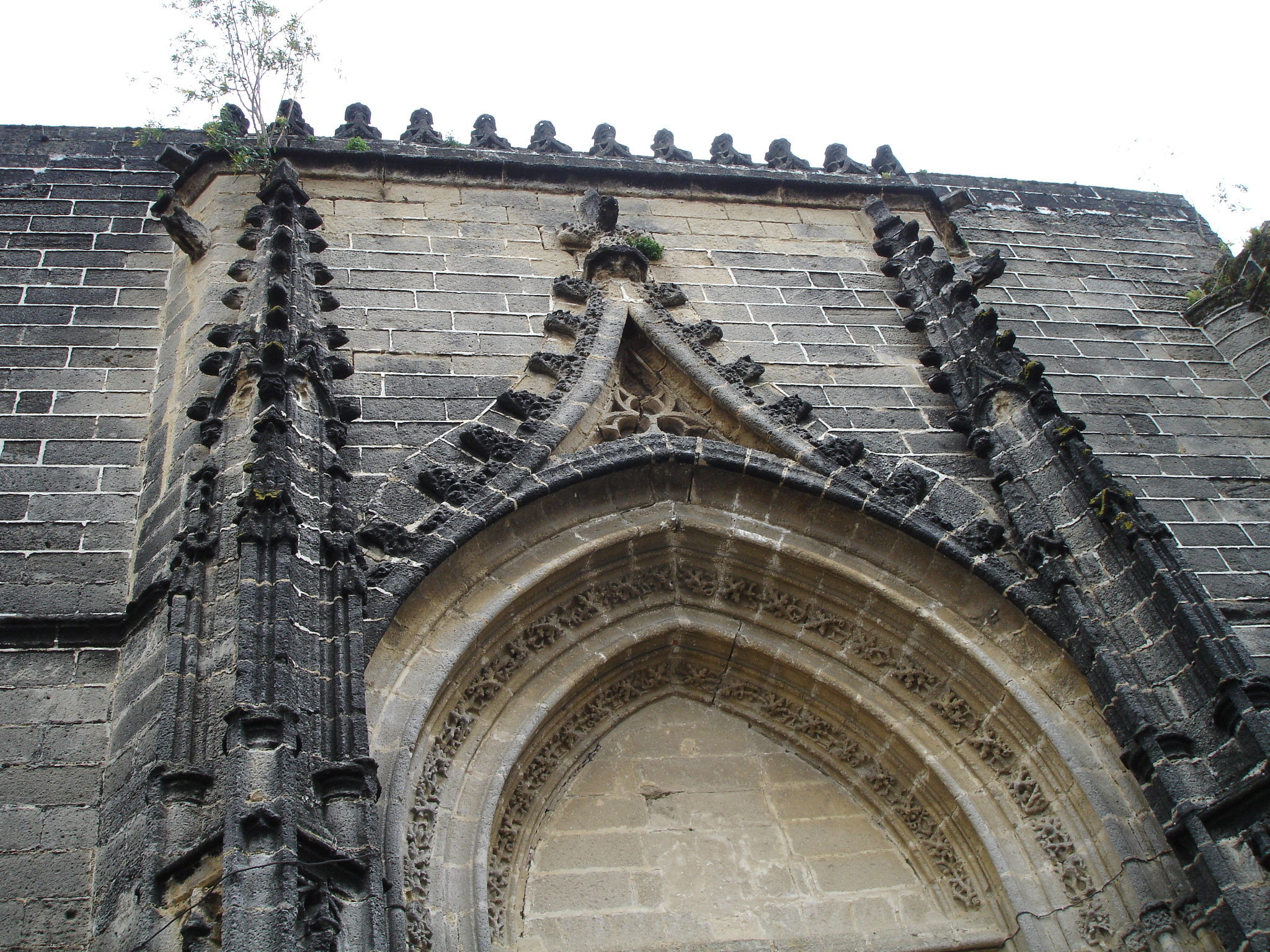
里斯本大地震后封闭的入口
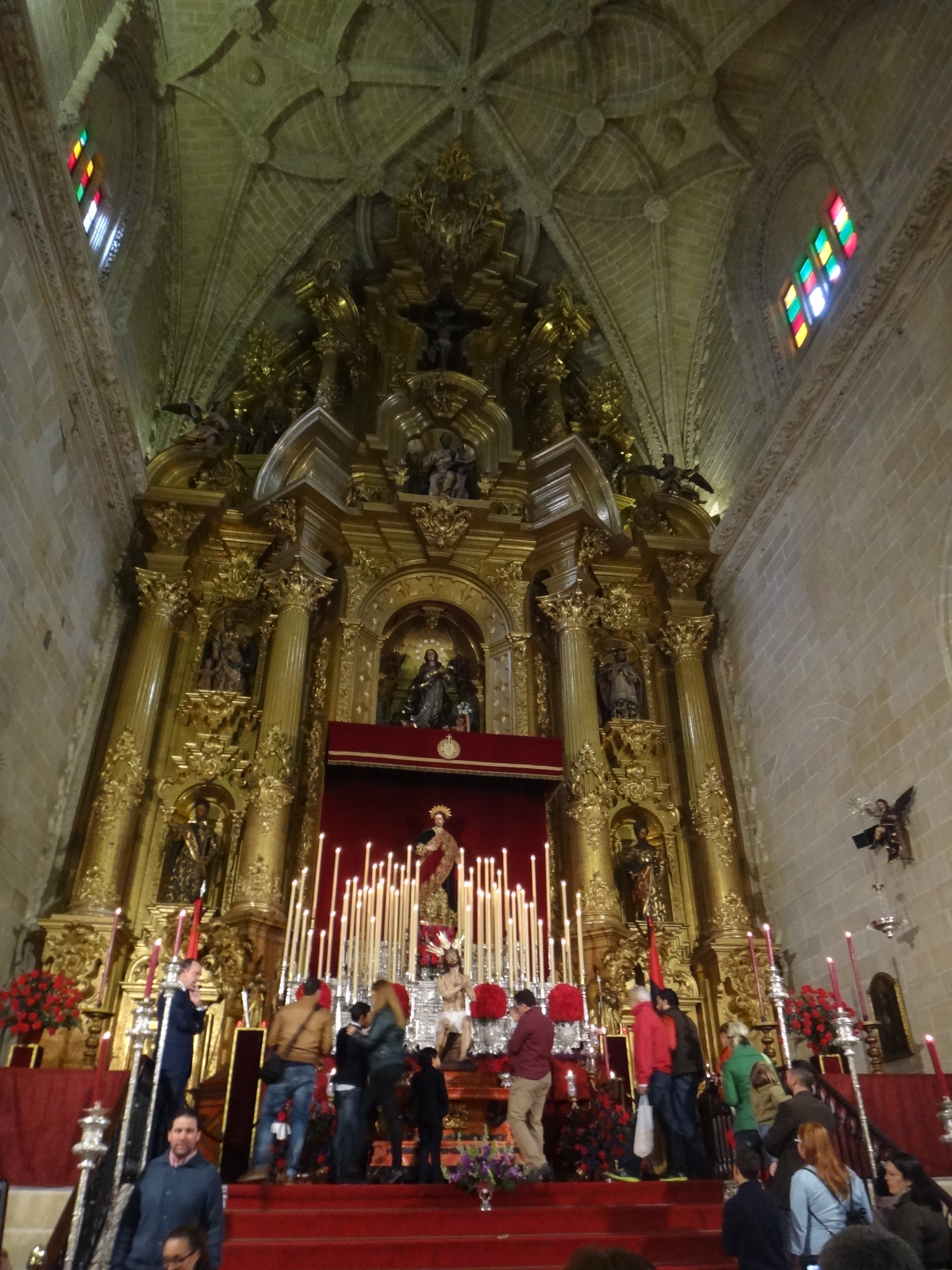
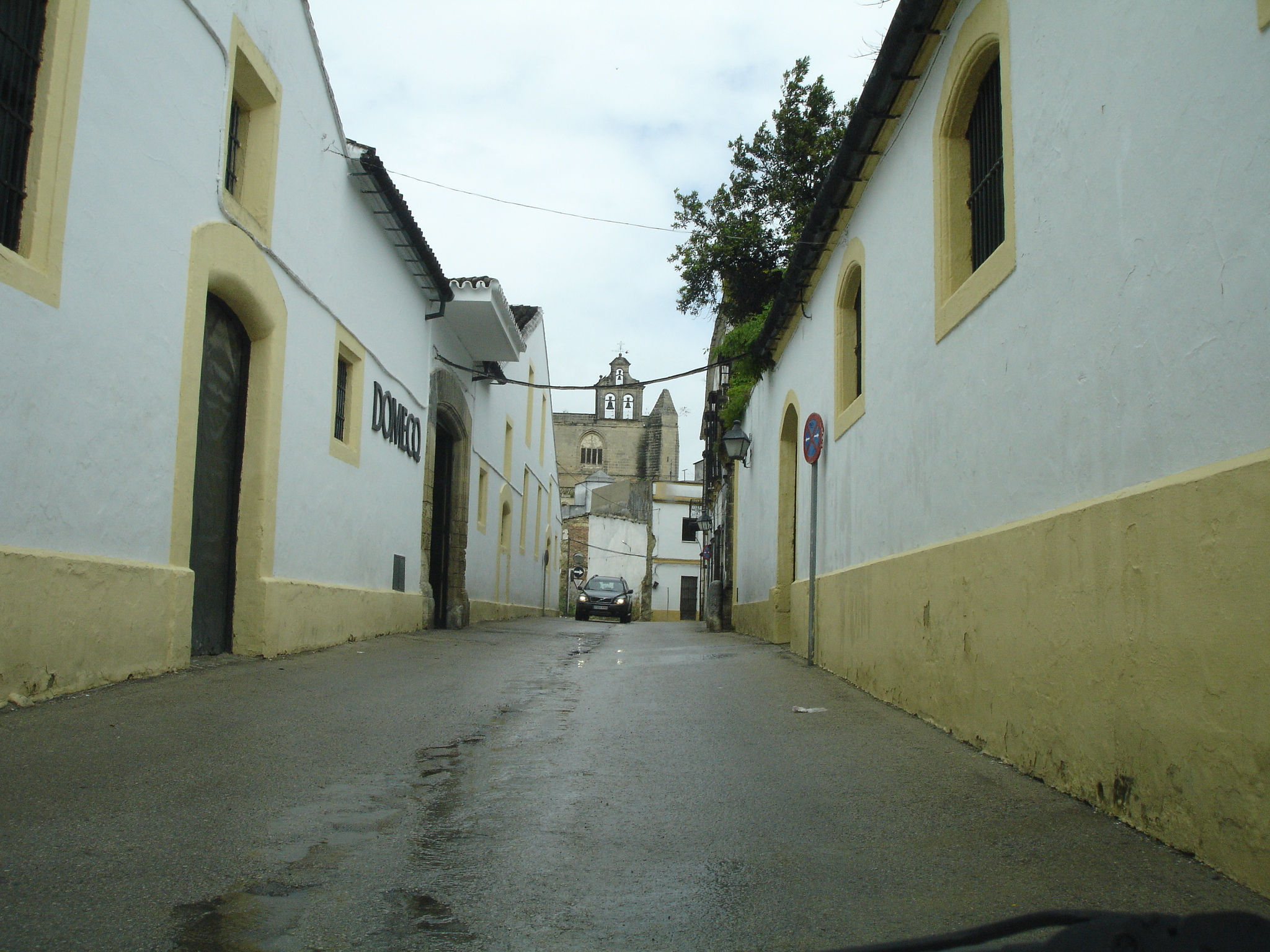